# ارکیده‌های منقاری
ارکیده‌های منقاری (نام علمی: Lyperanthus) نام یک سرده از تبار درازگوشان است.